# Symfonie nr. 1 (Scott)
Cyril Scott componeerde zijn Symfonie nr. 1 in 1899 en voltooide hem in april van dat jaar. De componist was nog geen twintig jaar, dus het werk kan gezien worden als een jeugdsymfonie. Scott was er zelf niet zo tevreden over, want hij heeft aan tal van zijn eigen werken nog gesleuteld, maar deze bleef onaangeroerd.
De première heeft een vleugje nepotisme om zich hangen. Scott was bevriend met Stefan George, die weer bevriend was met schrijver Karl Wolfskehl en die was de schoonzoon van dirigent Willem de Haan, die in Darmstadt de première gaf met het Darmstadt Opera Orkest. Vlak na die eerste uitvoering trok de componist het werk terug. Het belandde in een muziekmuseum van zijn componistenvriend Percy Grainger om daar voorgoed te blijven.Het werk is nooit meer uitgevoerd. Het platenlabel Chandos is begin 21e eeuw begonnen met een opnamecyclus van zijn symfonieën en deze behoorde daar ook bij. Na uitzoekwerk bleek het manuscript niet meer volledig te zijn. Voor de opname werden de twee ontbrekende bladzijden van deel (3) gereconstrueerd door Leslie De’Ath, een professor in Waterloo (Ontario), Canada.

## Muziek
De reden van terugtrekking van muziekstukken is niet altijd even duidelijk en dat is ook hier het geval. De symfonie is als geheel niet volledig; het ontbreekt nog aan diepgang, doch men kan zoiets niet verlangen van de 19-jarige. De symfonie is geschreven in de klassieke stijl met een vleugje lichte Britse kleuring . Na de opening van de fagotten boven paukengeroffel en het antwoord daarop door de trompetten ontvouwt zich een lichtvoetige symfonie. Het heeft alle kenmerken, herhaling, doorwerking, etc. Deel (3) is een stemmige pastorale met een wat sombere althobo. Deel (4) is een thema met variaties, die wordt ingezet door de trombones en in het slot van de symfonie wordt die verenigd met de muziek uit het begin. De twee gereconstrueerde bladzijden zijn niet te onderscheiden. De muziek grijpt terug op die van Joseph Haydn, behalve dan de tamtam in de finale. Er kan ook een vergelijking gemaakt worden met bijvoorbeeld muziek van Carl Nielsen.

## Delen
1. Allegro frivolo. Andante – Allegro assai – Andante – A tempo I d’allegro – allegro agitato
2. Andante con moto – grazioso – a tempo I
3. Allegretto - Trio I. Poco meno mosso – Allegretto – Trio 2. Moderato – A tempo I (allegretto). Poco meno mosso – Allegretto
4. Finale: Thema en variaties Thema andante maestoso
  1. Variatie I: A tempo (Andante maestoso)
  2. Variatie 2: Animato
  3. Variatie 3: Allegro
  4. Variatie 4: Pochissimo piu mosso
  5. Variatie 5: Grazioso
  6. Variatie 6: Allegro con spirito
  7. Variatie 7: Adagio semplice
  8. Variatie 8: Allegro marcato
  9. Variatie 9: Vivace
  10. Variatie 10; Adagio lamentoso
  11. Finale. Molto moderato – fuga. Pochissimo piu mosso - andante

### Opschrift
In the truest friendship and admiration to the poet Stefan George to whose art I am indebted for many of my best and most religious ideas.

## Bron en discografie
- Uitgave Chandos: BBC Philharmonic o.l.v. Martyn Brabbins